# أليماو (لاعب كرة قدم مواليد 1989)
جوزيه كارلوس توفولو جونيور (بالبرتغالية:José Carlos Tofolo Júnior) الشهير باسم أليماو (مواليد 2 مارس 1989 في فالينهوس - البرازيل) لاعب كرة قدم برازيلي يلعب حاليا لصالح نادي الدرجة الأولى أودينيزي الإيطالي منذ 2009 في مركز المهاجم .

## روابط خارجية
- جوزيه كارلوس توفولو جونيور على موقع دوري كوريا الجنوبية (الإنجليزية)
- جوزيه كارلوس توفولو جونيور على موقع قاعدة بيانات كرة القدم.إي يو (الإنجليزية)
- جوزيه كارلوس توفولو جونيور على موقع Soccerway.com (الإنجليزية)